# کوزه‌مرداب چیمانتا
کوزه‌مرداب چیمانتا (نام علمی: Heliamphora chimantensis)، گونه‌ای از کوزه‌مرداب‌ها و بومی توده چیمانتا در ونزوئلا است. به طور خاص، از آپاکارا و چیمانتا تپویس ثبت شده است. گمان می‌رود که بیشتر از سایر گونه‌های موجود در گرن سابانا (Gran Sabana) و تپوری، با کوزه‌مرداب تاتی (Heliamphora tatei) و کوزه‌مرداب نبلینا (Heliamphora neblinae) در حال رشد جنوبی مرتبط باشد.
همه گونه‌های دیگر شناخته‌شده از این منطقه بین ۱۰ تا ۱۵ بساک دارند، در حالی که کوزه‌مرداب تاتی، کوزه‌مرداب نبلینا و کوزه‌مرداب چیمانتا حدود ۲۰ بساک دارند. با این حال، بساک کوزه‌مرداب تاتی و کوزه‌مرداب نبلینا نزدیک به هم (که زمانی تصور می‌شد از انواع اولی باشد) ۷ تا ۹ میلی‌متر طول دارند، در حالی که طول انواع کوزه‌مرداب چیمانتا تنها به ۵ میلی‌متر می‌رسد.